# Axel LaDeur
Axel LaDeur (* 1966 in Celle) ist ein deutscher Kirchenmusiker und freischaffender Musiker.

## Leben
Axel LaDeur hat seit 1992 die Stelle des Kirchenorganisten der hannoverschen Kreuzkirche inne. Er ist Initiator von Konzertreihen und Kunstproduktionen in Hannover und in Deutschland.
Bekannt geworden ist LaDeur durch die CD-Produktion Premier Mouvement, Musik für Saxophon und Orgel mit dem hannoverschen Saxophonisten Thomas Zander (Roger Cicero-BigBand). Auch seine Konzerte trugen zur Bekanntheit bei. Zum Bach-Fest im Jahre 2000 in Rio de Janeiro wurde er als einziger deutscher Teilnehmer eingeladen. Eine zweite Karriere startete LaDeur 1998 als musikalischer Leiter der Landesbühne Hannover (heute Theater für Niedersachsen).
1995 gab er Orgelkonzerte in Brasilien in Sao Paulo, Salvador da Bahia.
1999 bis 2006 folgten Theaterproduktionen, Musicals und musikalische Leitung. 2000 gab er ein Orgelkonzert in der Kathedrale von Rio de Janeiro. 2005 erfolgte ein Tanz-Improvisations-Konzert Hiob zum 30. Evangelischen Kirchentag in Hannover mit dem Tanzkünstler Manfred Schnelle aus Dresden. 2007 war eine Zusammenarbeit mit dem Knabenchor Hannover, mit dem er 2008 eine CD aufnahm.
2012 wurde sein Konzert "Orgel und Orchester" (zusammen mit der Hannoverschen Hofkapelle unter Leitung von Marlene Goede-Uter) vom Landesfunkhaus Hannover des NDR mitgeschnitten. LaDeur war Talkgast in der NDR-Sendung "Musikland" am 27. Juli 2012, in der das Konzert gesendet wurde.
2013 gab er auf Einladung des Goethe-Instituts ein Orgelkonzert mit Werken deutscher und französischer Komponisten in Curitiba in Brasilien sowie ein Konzert in der Französischen Friedrichstadtkirche (sog. Französischer Dom) in Berlin mit einem speziellen Programm über französische Einflüsse deutscher Barockkomponisten.

## Diskographie
- Peter und der Wolf (Arrangement für Kirchenorgel, Sprecher und zwei Schlagzeuger), CD-Produktion "Premier Mouvement" mit Musik für Saxophon und Orgel (1998).
- Michael Praetorius: Marienvesper. SACD, EAN 4037408070072, Rondeau, 2009 (mit Knabenchor Hannover).